# Campeonato Sub-20 de la Concacaf de 2022
El Campeonato Sub-20 de la Concacaf de 2022 fue la séptima edición del Campeonato Sub-20 de Concacaf (28ª edición si se incluyen todas las épocas), luego de la suspensión de la edición de 2020 en Honduras, debido a la Pandemia de Covid-19. El torneo se disputó entre el 18 de junio y 3 de julio de 2022.
El torneo final cuenta con 20 equipos, usando el mismo formato que el Campeonato Sub-17 de Concacaf 2019. Los cuatro mejores equipos del torneo (semifinalistas y finalistas) se clasifican para la Copa Mundial de Fútbol Sub-20 de 2023 como representantes de la confederación, además los dos finalistas se clasifican también al Torneo Olímpico de Fútbol Varonil de los Juegos Olímpicos de París 2024.

## Sistema de clasificación
Los equipos se dividieron en cuatro grupos:
La etapa inicial constaba de los 19 equipos con la clasificación del puesto 17 en adelante, basados en la Clasificación de selecciones masculinas Sub-20 de la CONCACAF (publicada el 1 de julio de 2019), los cuales fueron divididos en 4 grupos, 3 grupos de 5 equipos y 1 grupo de 4 equipos. Al finalizar esta fase, el ganador de cada grupo avanzaba a la fase eliminatoria de la competencia final.
Luego de la conclusión de los Clasificatorios, un total de 20 equipos participarán en el Campeonato Masculino Sub-20 de Concacaf en el verano de 2022. Esto incluirá los cuatro mejores equipos de las clasificatorias y los 16 mejores equipos clasificados de la región (según la Clasificación masculina Sub-20 del 1 de julio de 2019) que avanzaron directamente al torneo final.
La fase de grupos del campeonato se jugará entre los 16 mejores equipos clasificados (cuatro grupos de cuatro). Los tres mejores equipos de cada uno avanzarán a los octavos de final, uniéndose a los cuatro mejores equipos de las clasificatorias. Todos los partidos de la fase eliminatoria se jugarán en un formato de eliminación directa a partido único.
Al finalizar el evento, los cuatro semifinalistas se clasificarán para la Copa Mundial Sub-20 de la FIFA 2023. Los dos finalistas (además de tener garantizada su plaza para el Mundial Sub-20 de 2023) también se clasificarán a los Juegos Olímpicos de París 2024.

## Fase preliminar

### Sorteo preliminar
El sorteo preliminar se realizó el 17 de septiembre de 2021 a las 11:00 (UTC -5) en la sede de la Concacaf, ubicada en Miami, Estados Unidos. Los 19 equipos fueron sorteados a tres grupos de cinco equipos y un grupo de cuatro equipos.
| Bombo 1                                         | Bombo 2                                | Bombo 3                                                   | Bombo 4                                                           | Bombo 5                                      |
| ----------------------------------------------- | -------------------------------------- | --------------------------------------------------------- | ----------------------------------------------------------------- | -------------------------------------------- |
| República Dominicana Bermudas Curazao Nicaragua | Puerto Rico Santa Lucía Granada Guyana | Dominica Islas Caimán San Vicente y las Granadinas Belice | Barbados Saint-Martin Islas Vírgenes Estadounidenses Sint Maarten | Anguila Montserrat Islas Vírgenes Británicas |

### Grupo A
| Pos. | Equipo                    | Pts. | PJ | G | E | P | GF | GC | Dif. | Clasificación         |
| ---- | ------------------------- | ---- | -- | - | - | - | -- | -- | ---- | --------------------- |
| 1    | Curazao                   | 12   | 4  | 4 | 0 | 0 | 23 | 2  | +21  | Fase de eliminatorias |
| 2    | Granada                   | 9    | 4  | 3 | 0 | 1 | 18 | 6  | +12  |                       |
| 3    | Islas Vírgenes Británicas | 6    | 4  | 2 | 0 | 2 | 2  | 11 | −9   |                       |
| 4    | Sint Maarten              | 3    | 4  | 1 | 0 | 3 | 2  | 10 | −8   |                       |
| 5    | Dominica                  | 0    | 4  | 0 | 0 | 4 | 2  | 18 | −16  |                       |

 Fuente: CONCACAF
| 5 de noviembre de 2021 | Granada                                                                                | 7:0 (4:0) | Sint Maarten | Estadio Panamericano, San Cristóbal (República Dominicana) |                          |
| 15:00hs UTC-06:00      | - Lawlite 13' - Phillip 42', 45+4', 90+4' - Ettienne 45' - Williams 61' - Mitchell 73' | Reporte   |              | Árbitro(s): Moeth Gaymes                                   | Árbitro(s): Moeth Gaymes |

| 5 de noviembre de 2021 | Curazao                                                                        | 7:0 (4:0) | Islas Vírgenes Británicas | Estadio Panamericano, San Cristóbal (República Dominicana) |                               |
| 18:00hs UTC-06:00      | - Felicia 4' - Sambo 18', 49' - Bernadina 25', 29' - Dorand 90' - Potmis 90+3' | Reporte   |                           | Árbitro(s): Jefferson Escobar                              | Árbitro(s): Jefferson Escobar |

| 7 de noviembre de 2021 | Dominica                   | 2:5 (1:3) | Granada                                                               | Estadio Panamericano, San Cristóbal (República Dominicana) |                             |
| 15:00hs UTC-06:00      | - Anselm 6' - Lawrence 53' | Reporte   | - Ettienne 8', 59' - Phillip 32' - Joseph 45+3' - Williams 80' (pen.) | Árbitro(s): Germán Martínez                                | Árbitro(s): Germán Martínez |

| 7 de noviembre de 2021 | Curazao                         | 2:0 (2:0) | Sint Maarten | Estadio Panamericano, San Cristóbal (República Dominicana) |                                |
| 18:00hs UTC-06:00      | - Kastaneer 14' - Bernadina 40' | Reporte   |              | Árbitro(s): Óscar Mejía García                             | Árbitro(s): Óscar Mejía García |

| 9 de noviembre de 2021 | Sint Maarten               | 2:0 (1:0) | Dominica | Estadio Panamericano, San Cristóbal (República Dominicana) |                               |
| 15:00hs UTC-06:00      | - Craane 37' - Eustace 88' | Reporte   |          | Árbitro(s): Randy Encarnación                              | Árbitro(s): Randy Encarnación |

| 9 de noviembre de 2021 | Islas Vírgenes Británicas | 0:4 (0:3) | Granada                                                  | Estadio Panamericano, San Cristóbal (República Dominicana) |                          |
| 18:00hs UTC-06:00      |                           | Reporte   | - Clarke 27' - Lawlite 33' - Lemoud 45+2' - Ettienne 67' | Árbitro(s): Erick Lezama                                   | Árbitro(s): Erick Lezama |

| 11 de noviembre de 2021 | Islas Vírgenes Británicas | 1:0 (0:0) | Sint Maarten | Estadio Panamericano, San Cristóbal (República Dominicana) |                             |
| 15:00hs UTC-06:00       | - Chalwell 70'            | Reporte   |              | Árbitro(s): Adonis Carrasco                                | Árbitro(s): Adonis Carrasco |

| 11 de noviembre de 2021 | Dominica | 0:10 (0:5) | Curazao | Estadio Panamericano, San Cristóbal (República Dominicana) |                           |
| 18:00hs UTC-06:00       |          | Reporte    | - Does 5', 86' - Felicia 11', 45' - Bernadina 14', 24', 53' (pen.), 59' (pen.) - Ilaria 64' - Augustine 84' | Árbitro(s): Steffon Dewar                                  | Árbitro(s): Steffon Dewar |

| 13 de noviembre de 2021 | Dominica | 0:1 (0:1) | Islas Vírgenes Británicas | Estadio Panamericano, San Cristóbal (República Dominicana) |                        |
| 15:00hs UTC-06:00       |          | Reporte   | - Forbes 39' (pen.)       | Árbitro(s): Julio Luna                                     | Árbitro(s): Julio Luna |

| 13 de noviembre de 2021 | Curazao                                  | 4:2 (2:0) | Granada                    | Estadio Panamericano, San Cristóbal (República Dominicana) |                               |
| 18:00hs UTC-06:00       | - Inesia 42' - Sambo 45', 77' - Does 46' | Reporte   | - Phillip 59' - Clarke 80' | Árbitro(s): Randy Encarnación                              | Árbitro(s): Randy Encarnación |

### Grupo B
| Pos. | Equipo                   | Pts. | PJ | G | E | P | GF | GC | Dif. | Clasificación         |
| ---- | ------------------------ | ---- | -- | - | - | - | -- | -- | ---- | --------------------- |
| 1    | República Dominicana (H) | 10   | 4  | 3 | 1 | 0 | 12 | 2  | +10  | Fase de eliminatorias |
| 2    | Santa Lucía              | 8    | 4  | 2 | 2 | 0 | 10 | 4  | +6   |                       |
| 3    | Belice                   | 7    | 4  | 2 | 1 | 1 | 10 | 3  | +7   |                       |
| 4    | Saint-Martin             | 1    | 4  | 0 | 1 | 3 | 5  | 15 | −10  |                       |
| 5    | Anguila                  | 1    | 4  | 0 | 1 | 3 | 2  | 15 | −13  |                       |

 Fuente: CONCACAF
| 5 de noviembre de 2021 | Santa Lucía                                      | 5:2 (3:2) | Saint-Martin                  | Estadio Olímpico Félix Sánchez, Santo Domingo (República Dominicana) |                          |
| 15:00hs UTC-06:00      | - Keegan 4', 43', 89' - Bertheir 10' - Caroo 87' | Reporte   | - Isidor 8' - Fremondiere 40' | Árbitro(s): Erick Lezama                                             | Árbitro(s): Erick Lezama |

| 5 de noviembre de 2021 | República Dominicana                                                       | 6:0 (3:0) | Anguila | Estadio Olímpico Félix Sánchez, Santo Domingo (República Dominicana) |                           |
| 17:30hs UTC-06:00      | - Joseph 2' - Martes 10' - Sandy 33' - Vargas 50' - Bryan 72' - Azcona 74' | Reporte   |         | Árbitro(s): Edgar Ramírez                                            | Árbitro(s): Edgar Ramírez |

| 7 de noviembre de 2021 | Belice | 0:0     | Santa Lucía | Estadio Olímpico Félix Sánchez, Santo Domingo (República Dominicana) |                           |
| 15:00hs UTC-06:00      |        | Reporte |             | Árbitro(s): Steffon Dewar                                            | Árbitro(s): Steffon Dewar |

| 7 de noviembre de 2021 | República Dominicana   | 2:0 (2:0) | Saint-Martin | Estadio Olímpico Félix Sánchez, Santo Domingo (República Dominicana) |                                 |
| 18:00hs UTC-06:00      | - More 8' - Joseph 40' | Reporte   |              | Árbitro(s): Pierre Luc Lauziere                                      | Árbitro(s): Pierre Luc Lauziere |

| 9 de noviembre de 2021 | Saint-Martin | 1:6 (1:4) | Belice                                                                      | Estadio Olímpico Félix Sánchez, Santo Domingo (República Dominicana) |                          |
| 15:00hs UTC-06:00      | - Gómez 35'  | Reporte   | - Augustine 13' - Daniels 15' - Reneau 31', 83' - Higinio 45+2' - Dubon 75' | Árbitro(s): Moeth Gaymes                                             | Árbitro(s): Moeth Gaymes |

| 9 de noviembre de 2021 | Anguila | 0:3 (0:2) | Santa Lucía                             | Estadio Olímpico Félix Sánchez, Santo Domingo (República Dominicana) |                              |
| 18:00hs UTC-06:00      |         | Reporte   | - Sandiford 30' - Bryan 38' - Caroo 71' | Árbitro(s): Joseph Dickerson                                         | Árbitro(s): Joseph Dickerson |

| 11 de noviembre de 2021 | Anguila          | 2:2 (0:1) | Saint-Martin                     | Estadio Olímpico Félix Sánchez, Santo Domingo (República Dominicana) |                                 |
| 15:00hs UTC-06:00       | - Gayle 81', 88' | Reporte   | - Isidor 12' (pen.) - Chilin 67' | Árbitro(s): Pierre Luc Lauziere                                      | Árbitro(s): Pierre Luc Lauziere |

| 11 de noviembre de 2021 | Belice | 0:2 (0:2) | República Dominicana              | Estadio Olímpico Félix Sánchez, Santo Domingo (República Dominicana) |                            |
| 18:00hs UTC-06:00       |        | Reporte   | - Montes de Oca 16' - Álvarez 23' | Árbitro(s): Alex Chilowicz                                           | Árbitro(s): Alex Chilowicz |

| 13 de noviembre de 2021 | Belice                                            | 4:0 (2:0) | Anguila | Estadio Olímpico Félix Sánchez, Santo Domingo (República Dominicana) |                              |
| 15:00hs UTC-06:00       | - Higinio 19' - Daniels 38', 61' - Bradshaw 90+1' | Reporte   |         | Árbitro(s): Joseph Dickerson                                         | Árbitro(s): Joseph Dickerson |

| 13 de noviembre de 2021 | República Dominicana | 2:2 (0:2) | Santa Lucía                 | Estadio Olímpico Félix Sánchez, Santo Domingo (República Dominicana) |                         |
| 18:00hs UTC-06:00       | - Keegan 28', 45'    | Reporte   | - Joseph 88' - Azcona 90+4' | Árbitro(s): David Gómez                                              | Árbitro(s): David Gómez |

### Grupo C
| Pos. | Equipo                       | Pts. | PJ | G | E | P | GF | GC | Dif. | Clasificación         |
| ---- | ---------------------------- | ---- | -- | - | - | - | -- | -- | ---- | --------------------- |
| 1    | Puerto Rico                  | 6    | 3  | 2 | 0 | 1 | 7  | 3  | +4   | Fase de eliminatorias |
| 2    | San Vicente y las Granadinas | 6    | 3  | 2 | 0 | 1 | 5  | 3  | +2   |                       |
| 3    | Bermudas                     | 6    | 3  | 2 | 0 | 1 | 6  | 8  | −2   |                       |
| 4    | Barbados                     | 0    | 3  | 0 | 0 | 3 | 2  | 6  | −4   |                       |

 Fuente: CONCACAF
| 6 de noviembre de 2021 | Puerto Rico | 0:3 / Otorgado | San Vicente y las Granadinas | Estadio Olímpico Félix Sánchez, Santo Domingo (República Dominicana) |  |
| 15:00hs UTC-06:00 |             | Reporte        |                              |                                                                      |  |
| La Concacaf dio por ganado el partido por 3:0 a San Vicente y las Granadinas debido a que Puerto Rico no cumplió con los protocolos contra COVID-19 antes del partido. |             |                |                              |                                                                      |  |

| 6 de noviembre de 2021 | Bermudas                                   | 3:2 (2:1) | Barbados                          | Estadio Olímpico Félix Sánchez, Santo Domingo (República Dominicana) |                        |
| 18:00hs UTC-06:00      | - Richardson 38' - Mills 41' - Jones 90+2' | Reporte   | - Lucas 35' (pen.) - Morris 90+1' | Árbitro(s): Julio Luna                                               | Árbitro(s): Julio Luna |

| 8 de noviembre de 2021 | Puerto Rico | 1:0 (1:0) | Barbados | Estadio Olímpico Félix Sánchez, Santo Domingo (República Dominicana) |                             |
| 15:00hs UTC-06:00      | - Mateo 10' | Reporte   |          | Árbitro(s): Adonis Carrasco                                          | Árbitro(s): Adonis Carrasco |

| 8 de noviembre de 2021 | Bermudas                            | 3:0 (0:0) | San Vicente y las Granadinas | Estadio Olímpico Félix Sánchez, Santo Domingo (República Dominicana) |                               |
| 18:00hs UTC-06:00      | - Warner 48' - Hall 74' - Jones 83' | Reporte   |                              | Árbitro(s): Jefferson Escobar                                        | Árbitro(s): Jefferson Escobar |

| 10 de noviembre de 2021 | Barbados | 0:2 (0:0) | San Vicente y las Granadinas             | Estadio Olímpico Félix Sánchez, Santo Domingo (República Dominicana) |                                |
| 15:00hs UTC-06:00       |          | Reporte   | - Velox 61' (pen.) - Richards 68' (pen.) | Árbitro(s): Óscar Mejía García                                       | Árbitro(s): Óscar Mejía García |

| 10 de noviembre de 2021 | Puerto Rico                                                     | 6:0 (3:0) | Bermudas | Estadio Olímpico Félix Sánchez, Santo Domingo (República Dominicana) |                             |
| 18:00hs UTC-06:00       | - Leon 5', 62' - Cruz 40', 42' - Rivera 69' (pen.) - Joseph 75' | Reporte   |          | Árbitro(s): Germán Martínez                                          | Árbitro(s): Germán Martínez |

### Grupo D
| Pos. | Equipo                         | Pts. | PJ | G | E | P | GF | GC | Dif. | Clasificación         |
| ---- | ------------------------------ | ---- | -- | - | - | - | -- | -- | ---- | --------------------- |
| 1    | Nicaragua                      | 9    | 3  | 3 | 0 | 0 | 14 | 1  | +13  | Fase de eliminatorias |
| 2    | Islas Caimán                   | 4    | 3  | 1 | 1 | 1 | 6  | 4  | +2   |                       |
| 3    | Guyana                         | 4    | 3  | 1 | 1 | 1 | 5  | 6  | −1   |                       |
| 4    | Islas Vírgenes Estadounidenses | 0    | 3  | 0 | 0 | 3 | 3  | 17 | −14  |                       |

 Fuente: CONCACAF
| 6 de noviembre de 2021 | Guyana | 0:0     | Islas Caimán | Estadio Panamericano, San Cristóbal (República Dominicana) |                              |
| 15:00hs UTC-06:00      |        | Reporte |              | Árbitro(s): Joseph Dickerson                               | Árbitro(s): Joseph Dickerson |

| 6 de noviembre de 2021 | Nicaragua                                                                               | 7:0 (5:0) | Islas Vírgenes Estadounidenses | Estadio Panamericano, San Cristóbal (República Dominicana) |                         |
| 18:00hs UTC-06:00      | - Batiz 7', 25' - Caceres 27', 80' - Talavera 33' (pen.) - Gutiérrez 36' - Corrales 84' | Reporte   |                                | Árbitro(s): David Gómez                                    | Árbitro(s): David Gómez |

| 8 de noviembre de 2021 | Guyana                                           | 5:1 (3:0) | Islas Vírgenes Estadounidenses | Estadio Panamericano, San Cristóbal (República Dominicana) |                           |
| 15:00hs UTC-06:00      | - Glasgow 34', 41', 57' - Niles 45' - Coates 88' | Reporte   | - Henry 55' (pen.)             | Árbitro(s): Edgar Ramírez                                  | Árbitro(s): Edgar Ramírez |

| 8 de noviembre de 2021 | Nicaragua                     | 2:1 (0:0) | Islas Caimán            | Estadio Panamericano, San Cristóbal (República Dominicana) |                            |
| 18:00hs UTC-06:00      | - Caceres 50' - Gutiérrez 71' | Reporte   | - Hendricks-Seymour 56' | Árbitro(s): Alex Chilowicz                                 | Árbitro(s): Alex Chilowicz |

| 10 de noviembre de 2021 | Islas Vírgenes Estadounidenses     | 2:5 (1:1) | Islas Caimán                                                 | Estadio Panamericano, San Cristóbal (República Dominicana) |                        |
| 15:00hs UTC-06:00       | - Henry 30' (pen.) - William 90+3' | Reporte   | - Hendricks-Seymour 13', 78' - Conolly 53', 67' - Ebanks 65' | Árbitro(s): Julio Luna                                     | Árbitro(s): Julio Luna |

| 10 de noviembre de 2021 | Guyana | 0:5 (0:1) | Nicaragua                                           | Estadio Panamericano, San Cristóbal (República Dominicana) |                         |
| 18:00hs UTC-06:00       |        | Reporte   | - Talavera 32', 48' - Batiz 54' - Palacios 60', 77' | Árbitro(s): David Gómez                                    | Árbitro(s): David Gómez |

## Fase final

### Sorteo final
El 24 de febrero de 2022, la Concacaf oficializó el procedimiento del sorteo del Campeonato Masculino Sub-20 de la Concacaf que se llevó a cabo el 3 de marzo a las 11:00 a. m. (ET) en la sede de la Concacaf, en Miami, Estados Unidos. Los bombos fueron ordenados de acuerdo a la Clasificación de Selecciones Masculinas Sub-20 de la CONCACAF, publicada el 1 de julio de 2019. Los 4 mejores equipos de la clasificación (Estados Unidos, México, Panamá y Honduras) han sido asignados a los grupos E, F, G y H respectivamente.
| Bombo 1 | Bombo 2                           | Bombo 3                                    | Bombo 4                                                |
| --- | --------------------------------- | ------------------------------------------ | ------------------------------------------------------ |
| Estados Unidos (Asignado al Grupo E) México (Asignado al Grupo F) Panamá (Asignado al Grupo G) Honduras (Asignado al Grupo H) | Costa Rica El Salvador Cuba Haití | Canadá Trinidad y Tobago Guatemala Jamaica | Antigua y Barbuda Surinam San Cristóbal y Nieves Aruba |

### Sedes
El 24 de febrero, Concacaf oficializó a Honduras como sede del Campeonato, sus sedes estarán en San Pedro Sula y Tegucigalpa. El 3 de marzo se oficializaron los tres estadios que acogerian el torneo.

El Estadio Yankel Rosenthal se utilizó como sede provisional debido a las afectaciones en la superficie de juego en el Estadio Francisco Morazán ocasionado por las intensas lluvias en San Pedro Sula. Durante la competencia algunos partidos fueron reubicados al Estadio Olímpico Metropolitano y el Estadio Yankel Rosenthal.
| San Pedro Sula Tegucigalpa | Honduras                       | Honduras                  | Honduras                               | Honduras                        |
| San Pedro Sula Tegucigalpa | San Pedro Sula                 | San Pedro Sula            | San Pedro Sula                         | Tegucigalpa                     |
| -------------------------- | ------------------------------ | ------------------------- | -------------------------------------- | ------------------------------- |
| San Pedro Sula Tegucigalpa | Estadio Olímpico Metropolitano | Estadio Francisco Morazán | Estadio Yankel Rosenthal (Provisional) | Estadio Nacional de Tegucigalpa |
| San Pedro Sula Tegucigalpa | Capacidad: 37,325              | Capacidad: 18,000         | Capacidad: 9,000                       | Capacidad: 35,000               |
| San Pedro Sula Tegucigalpa |                                |                           |                                        |                                 |

## Fase de grupos
El 3 de marzo, horas después del sorteo, Concacaf oficializó el calendario del torneo.
- Todos los horarios corresponden a la hora local de Honduras.[10]

### Grupo E
| Pos. | Equipo                 | Pts. | PJ | G | E | P | GF | GC | Dif. | Clasificación    |
| ---- | ---------------------- | ---- | -- | - | - | - | -- | -- | ---- | ---------------- |
| 1    | Estados Unidos         | 7    | 3  | 2 | 1 | 0 | 15 | 2  | +13  | Octavos de final |
| 2    | Cuba                   | 6    | 3  | 2 | 0 | 1 | 7  | 3  | +4   | Octavos de final |
| 3    | Canadá                 | 4    | 3  | 1 | 1 | 1 | 6  | 3  | +3   | Octavos de final |
| 4    | San Cristóbal y Nieves | 0    | 3  | 0 | 0 | 3 | 0  | 20 | −20  |                  |

 Fuente: CONCACAF
| 18 de junio de 2022 | Estados Unidos | 10:0 (6:0) | San Cristóbal y Nieves | Estadio Nacional, Tegucigalpa |                             |
| 14:00 (UTC-6)       | - Cowell 18' (pen.) - Clark 32' (pen.) - Wolff 44' - Pukštas 45+1' - Cuevas 45+3' - Tsakiris 45+8' (pen.), 70' - Chiuta 48' (a.g.) - Aaronson 64', 68' | Reporte    |                        | Árbitro(s): Ricardo Montero   | Árbitro(s): Ricardo Montero |

| 18 de junio de 2022 | Cuba       | 1:0 (1:0) | Canadá | Estadio Nacional, Tegucigalpa |                           |
| 18:30 (UTC-6)       | Martín 42' | Reporte   |        | Árbitro(s): Said Martínez     | Árbitro(s): Said Martínez |

| 20 de junio de 2022 | San Cristóbal y Nieves | 0:6 (0:1) | Cuba                                                                                        | Estadio Nacional, Tegucigalpa |                              |
| 14:00 (UTC-6)       |                        | Reporte   | - Martín 18' - Hernández 61' - Penalver 73' - Mills 78' (a.g.) - Torrez 79' - Rodríguez 90' | Árbitro(s): Daneon Parchment  | Árbitro(s): Daneon Parchment |

| 20 de junio de 2022 | Canadá                             | 2:2 (1:0) | Estados Unidos             | Estadio Nacional, Tegucigalpa |                         |
| 18:30 (UTC-6)       | - Wright 15' - Halliday 69' (a.g.) | Reporte   | - McGlynn 53' - Cowell 72' | Árbitro(s): Marco Ortiz       | Árbitro(s): Marco Ortiz |

| 22 de junio de 2022 | Canadá                                       | 4:0 (0:0) | San Cristóbal y Nieves | Estadio Nacional, Tegucigalpa |                           |
| 14:00 (UTC-6)       | - Catavolo 59', 65' - Wright 78' - Henry 80' | Reporte   |                        | Árbitro(s): Oshane Nation     | Árbitro(s): Oshane Nation |

| 22 de junio de 2022 | Estados Unidos       | 3:0 (3:0) | Cuba | Estadio Nacional, Tegucigalpa |                          |
| 18:30 (UTC-6)       | Sullivan 2', 8', 43' | Reporte   |      | Árbitro(s): Selvin Brown      | Árbitro(s): Selvin Brown |

### Grupo F
| Pos. | Equipo            | Pts. | PJ | G | E | P | GF | GC | Dif. | Clasificación    |
| ---- | ----------------- | ---- | -- | - | - | - | -- | -- | ---- | ---------------- |
| 1    | México            | 7    | 3  | 2 | 1 | 0 | 13 | 0  | +13  | Octavos de final |
| 2    | Haití             | 5    | 3  | 1 | 2 | 0 | 7  | 4  | +3   | Octavos de final |
| 3    | Trinidad y Tobago | 4    | 3  | 1 | 1 | 1 | 7  | 9  | −2   | Octavos de final |
| 4    | Surinam           | 0    | 3  | 0 | 0 | 3 | 0  | 14 | −14  |                  |

 Fuente: CONCACAF
| 19 de junio de 2022 | Haití                                              | 4:4 (2:2) | Trinidad y Tobago                       | Estadio Francisco Morazán, San Pedro Sula |                            |
| 16:00 (UTC-6)       | - Leazard 30' - Jeudy 45' (pen.), 53' - Destin 90' | Reporte   | - James 2', 72' - Thomas 42' - Gill 70' | Árbitro(s): Rubiel Vázquez                | Árbitro(s): Rubiel Vázquez |

| 19 de junio de 2022 | México                                                                                               | 8:0 (5:0) | Surinam | Estadio Francisco Morazán, San Pedro Sula |                        |
| 20:30 (UTC-6)       | - Lozano 13' - Mariscal 23', 25', 87' - Ambriz 33' - González 45+1' - Leone 90+3' - Hernández 90+13' | Reporte   |         | Árbitro(s): Reon Radix                    | Árbitro(s): Reon Radix |

| 21 de junio de 2022 | Surinam | 0:3 (0:0) | Haití                            | Estadio Francisco Morazán, San Pedro Sula |                               |
| 16:00 (UTC-6)       |         | Reporte   | - Jeudy 48', 59' - Belizaire 63' | Árbitro(s): Randy Encarnación             | Árbitro(s): Randy Encarnación |

| 21 de junio de 2022 | Trinidad y Tobago | 0:5 (0:2) | México                                                               | Estadio Francisco Morazán, San Pedro Sula |                          |
| 20:30 (UTC-6)       |                   | Reporte   | - Leone 28' - González 45+2' - Lozano 48' (pen.), 80' - J. Pérez 53' | Árbitro(s): Drew Fischer                  | Árbitro(s): Drew Fischer |

| 23 de junio de 2022 | Trinidad y Tobago           | 3:0 (0:0) | Surinam | Estadio Olímpico Metropolitano, San Pedro Sula |                         |
| 16:00 (UTC-6)       | - James 64', 88' - Khan 84' | Reporte   |         | Árbitro(s): Bryan López                        | Árbitro(s): Bryan López |

| 23 de junio de 2022 | México | 0:0     | Haití | Estadio Olímpico Metropolitano, San Pedro Sula |                          |
| 20:30 (UTC-6)       |        | Reporte |       | Árbitro(s): Walter López                       | Árbitro(s): Walter López |

### Grupo G
| Pos. | Equipo      | Pts. | PJ | G | E | P | GF | GC | Dif. | Clasificación    |
| ---- | ----------- | ---- | -- | - | - | - | -- | -- | ---- | ---------------- |
| 1    | El Salvador | 7    | 3  | 2 | 1 | 0 | 9  | 2  | +7   | Octavos de final |
| 2    | Guatemala   | 6    | 3  | 2 | 0 | 1 | 6  | 7  | −1   | Octavos de final |
| 3    | Panamá      | 4    | 3  | 1 | 1 | 1 | 6  | 3  | +3   | Octavos de final |
| 4    | Aruba       | 0    | 3  | 0 | 0 | 3 | 2  | 11 | −9   |                  |

 Fuente: CONCACAF
| 19 de junio de 2022 | El Salvador                                                         | 5:1 (2:0) | Guatemala     | Estadio Nacional, Tegucigalpa |                          |
| 14:00 (UTC-6)       | - Romero 15' - Recinos 35' (a.g.) - Gil 61' - Osorio 65' - Cruz 86' | Reporte   | - Ordoñez 58' | Árbitro(s): Selvin Brown      | Árbitro(s): Selvin Brown |

| 19 de junio de 2022 | Panamá                                                    | 5:0 (3:0) | Aruba | Estadio Nacional, Tegucigalpa |                           |
| 18:30 (UTC-6)       | - Betegón 7', 31' - Garrido 42' - Tejada 59' - Rivera 64' | Reporte   |       | Árbitro(s): Oshane Nation     | Árbitro(s): Oshane Nation |

| 21 de junio de 2022 | Aruba        | 1:4 (1:1) | El Salvador                                            | Estadio Nacional, Tegucigalpa      |                                    |
| 14:00 (UTC-6)       | Monsanto 11' | Reporte   | - Esquivel 45+4' (pen.) - Rivas 53' - Mariona 76', 84' | Árbitro(s): Luis Enrique Santander | Árbitro(s): Luis Enrique Santander |

| 21 de junio de 2022 | Guatemala                                 | 3:1 (2:1) | Panamá     | Estadio Nacional, Tegucigalpa |                            |
| 18:30 (UTC-6)       | - Juárez 17' - Ordoñez 45+3' - Santos 69' | Reporte   | Tejada 35' | Árbitro(s): Keylor Herrera    | Árbitro(s): Keylor Herrera |

| 23 de junio de 2022 | Guatemala                  | 2:1 (1:1) | Aruba       | Estadio Nacional, Tegucigalpa |                             |
| 14:00 (UTC-6)       | - Ordoñez 18' - Juárez 54' | Reporte   | E. Nedd 14' | Árbitro(s): Ricardo Montero   | Árbitro(s): Ricardo Montero |

| 23 de junio de 2022 | Panamá | 0:0     | El Salvador | Estadio Nacional, Tegucigalpa |                         |
| 18:30 (UTC-6)       |        | Reporte |             | Árbitro(s): Marco Ortiz       | Árbitro(s): Marco Ortiz |

### Grupo H
| Pos. | Equipo            | Pts. | PJ | G | E | P | GF | GC | Dif. | Clasificación    |
| ---- | ----------------- | ---- | -- | - | - | - | -- | -- | ---- | ---------------- |
| 1    | Honduras          | 9    | 3  | 3 | 0 | 0 | 9  | 0  | +9   | Octavos de final |
| 2    | Costa Rica        | 4    | 3  | 1 | 1 | 1 | 4  | 2  | +2   | Octavos de final |
| 3    | Jamaica           | 4    | 3  | 1 | 1 | 1 | 3  | 6  | −3   | Octavos de final |
| 4    | Antigua y Barbuda | 0    | 3  | 0 | 0 | 3 | 0  | 8  | −8   |                  |

 Fuente: CONCACAF
| 18 de junio de 2022 | Costa Rica    | 1:1 (0:0) | Jamaica             | Estadio Francisco Morazán, San Pedro Sula |                         |
| 16:00 (UTC-6)       | Rodríguez 58' | Reporte   | Clarke 90+8' (pen.) | Árbitro(s): Iván Barton                   | Árbitro(s): Iván Barton |

| 18 de junio de 2022 | Honduras                                        | 3:0 (1:0) | Antigua y Barbuda | Estadio Francisco Morazán, San Pedro Sula |                          |
| 20:30 (UTC-6)       | - Zúñiga 31' - Macías 71' - Aceituno 84' (pen.) | Reporte   |                   | Árbitro(s): Walter López                  | Árbitro(s): Walter López |

| 20 de junio de 2022 | Antigua y Barbuda | 0:3 (0:0) | Costa Rica                                 | Estadio Francisco Morazán, San Pedro Sula |                         |
| 16:00 (UTC-6)       |                   | Reporte   | - Calderón 48' - Escoe 78' - Rodríguez 89' | Árbitro(s): Bryan López                   | Árbitro(s): Bryan López |

| 20 de junio de 2022 | Jamaica | 0:5 (0:2) | Honduras                                            | Estadio Francisco Morazán, San Pedro Sula |                         |
| 20:30 (UTC-6)       |         | Reporte   | - Aceituno 3', 35' - Castillo 48' - Macías 58', 85' | Árbitro(s): José Torres                   | Árbitro(s): José Torres |

| 22 de junio de 2022 | Jamaica                            | 2:0 (1:0) | Antigua y Barbuda | Estadio Yankel Rosenthal, San Pedro Sula |                            |
| 13:00 (UTC-6)       | - Scarlett 41' - Clarke 81' (pen.) | Reporte   |                   | Árbitro(s): Rubiel Vázquez               | Árbitro(s): Rubiel Vázquez |

| 22 de junio de 2022 | Honduras             | 1:0 (0:0) | Costa Rica | Estadio Yankel Rosenthal, San Pedro Sula |                        |
| 15:30 (UTC-6)       | Contreras 59' (pen.) | Reporte   |            | Árbitro(s): Reon Radix                   | Árbitro(s): Reon Radix |

### Clasificados a la Fase final del Campeonato
Clasificados desde la fase preliminar:
- Curazao (1° Grupo A)
- República Dominicana (1° Grupo B)
- Puerto Rico (1° Grupo C)
- Nicaragua (1° Grupo D)

## Fase de eliminatorias
|  | Octavos de final             | Octavos de final             |                              |       | Cuartos de final | Cuartos de final |  |  | Semifinales | Semifinales |  |  | Final | Final |
|  |                              |                              |                              |       |                  |                  |  |  |             |             |  |  |       |       |
|  | 25 de junio - Tegucigalpa    |                              |                              |       |                  |                  |  |  |             |             |  |  |       |       |
|  |                              |                              |                              |       |                  |                  |  |  |             |             |  |  |       |       |
|  | Estados Unidos               | 5                            |                              |       |                  |                  |  |  |             |             |  |  |       |       |
|  | Estados Unidos               | 5                            | 28 de junio - San Pedro Sula |       |                  |                  |  |  |             |             |  |  |       |       |
|  | Nicaragua                    | 0                            |                              |       |                  |                  |  |  |             |             |  |  |       |       |
|  | Nicaragua                    | 0                            | Estados Unidos               | 2     |                  |                  |  |  |             |             |  |  |       |       |
|  | 25 de junio - San Pedro Sula |                              | Estados Unidos               | 2     |                  |                  |  |  |             |             |  |  |       |       |
|  |                              | Costa Rica                   | 0                            |       |                  |                  |  |  |             |             |  |  |       |       |
|  | Costa Rica                   | Costa Rica                   | 0                            | 4     |                  |                  |  |  |             |             |  |  |       |       |
|  | Costa Rica                   |                              | 1 de julio - San Pedro Sula  | 4     |                  |                  |  |  |             |             |  |  |       |       |
|  | Trinidad y Tobago            | 1                            |                              |       |                  |                  |  |  |             |             |  |  |       |       |
|  | Trinidad y Tobago            | 1                            | Estados Unidos               | 3     |                  |                  |  |  |             |             |  |  |       |       |
|  | 25 de junio - Tegucigalpa    |                              | Estados Unidos               | 3     |                  |                  |  |  |             |             |  |  |       |       |
|  |                              | Honduras                     | 0                            |       |                  |                  |  |  |             |             |  |  |       |       |
|  | Cuba                         | Honduras                     | 0                            | 0     |                  |                  |  |  |             |             |  |  |       |       |
|  | Cuba                         | 28 de junio - San Pedro Sula |                              | 0     |                  |                  |  |  |             |             |  |  |       |       |
|  | Panamá                       | 1                            |                              |       |                  |                  |  |  |             |             |  |  |       |       |
|  | Panamá                       | 1                            | Panamá                       | 1     |                  |                  |  |  |             |             |  |  |       |       |
|  | 25 de junio - San Pedro Sula |                              | Panamá                       | 1     |                  |                  |  |  |             |             |  |  |       |       |
|  |                              | Honduras                     | 2                            |       |                  |                  |  |  |             |             |  |  |       |       |
|  | Honduras                     | Honduras                     | 2                            | 4     |                  |                  |  |  |             |             |  |  |       |       |
|  | Honduras                     |                              | 3 de julio - San Pedro Sula  | 4     |                  |                  |  |  |             |             |  |  |       |       |
|  | Curazao                      | 1                            |                              |       |                  |                  |  |  |             |             |  |  |       |       |
|  | Curazao                      | 1                            | Estados Unidos               | 6     |                  |                  |  |  |             |             |  |  |       |       |
|  | 26 de junio - Tegucigalpa    |                              | Estados Unidos               | 6     |                  |                  |  |  |             |             |  |  |       |       |
|  |                              | República Dominicana         | 0                            |       |                  |                  |  |  |             |             |  |  |       |       |
|  | El Salvador                  | República Dominicana         | 0                            | 4     |                  |                  |  |  |             |             |  |  |       |       |
|  | El Salvador                  | 29 de junio - San Pedro Sula |                              | 4     |                  |                  |  |  |             |             |  |  |       |       |
|  | República Dominicana         | 5                            |                              |       |                  |                  |  |  |             |             |  |  |       |       |
|  | República Dominicana         | 5                            | República Dominicana         | 1     |                  |                  |  |  |             |             |  |  |       |       |
|  | 26 de junio - San Pedro Sula |                              | República Dominicana         | 1     |                  |                  |  |  |             |             |  |  |       |       |
|  |                              | Jamaica                      | 0                            |       |                  |                  |  |  |             |             |  |  |       |       |
|  | Haití                        | Jamaica                      | 0                            | 1     |                  |                  |  |  |             |             |  |  |       |       |
|  | Haití                        |                              | 1 de julio - San Pedro Sula  | 1     |                  |                  |  |  |             |             |  |  |       |       |
|  | Jamaica                      | 2                            |                              |       |                  |                  |  |  |             |             |  |  |       |       |
|  | Jamaica                      | 2                            | República Dominicana (p.)    | 2 (4) |                  |                  |  |  |             |             |  |  |       |       |
|  | 26 de junio - Tegucigalpa    |                              | República Dominicana (p.)    | 2 (4) |                  |                  |  |  |             |             |  |  |       |       |
|  |                              | Guatemala                    | 2 (2)                        |       |                  |                  |  |  |             |             |  |  |       |       |
|  | Guatemala (p.)               | Guatemala                    | 2 (2)                        | 1 (4) |                  |                  |  |  |             |             |  |  |       |       |
|  | Guatemala (p.)               | 29 de junio - San Pedro Sula |                              | 1 (4) |                  |                  |  |  |             |             |  |  |       |       |
|  | Canadá                       | 1 (3)                        |                              |       |                  |                  |  |  |             |             |  |  |       |       |
|  | Canadá                       | 1 (3)                        | Guatemala (p.)               | 1 (2) |                  |                  |  |  |             |             |  |  |       |       |
|  | 26 de junio - San Pedro Sula |                              | Guatemala (p.)               | 1 (2) |                  |                  |  |  |             |             |  |  |       |       |
|  |                              | México                       | 1 (1)                        |       |                  |                  |  |  |             |             |  |  |       |       |
|  | México                       | México                       | 1 (1)                        | 6     |                  |                  |  |  |             |             |  |  |       |       |
|  | México                       |                              |                              | 6     |                  |                  |  |  |             |             |  |  |       |       |
|  | Puerto Rico                  | 0                            |                              |       |                  |                  |  |  |             |             |  |  |       |       |
|  | Puerto Rico                  | 0                            |                              |       |                  |                  |  |  |             |             |  |  |       |       |

### Octavos de final
| 25 de junio de 2022 | Costa Rica                                              | 4:1 (1:0) | Trinidad y Tobago | Estadio Yankel Rosenthal, San Pedro Sula |                         |
| 12:00 (UTC-6)       | - Alcócer 17' (pen.) - Johnson 63' - Rodríguez 68', 78' | Reporte   | Khan 87'          | Árbitro(s): José Torres                  | Árbitro(s): José Torres |

| 25 de junio de 2022 | Cuba | 0:1 (0:0) | Panamá     | Estadio Nacional, Tegucigalpa      |                                    |
| 14:00 (UTC-6)       |      | Reporte   | Rivera 66' | Árbitro(s): Luis Enrique Santander | Árbitro(s): Luis Enrique Santander |

| 25 de junio de 2022 | Honduras                                                      | 4:1 (2:1) | Curazao | Estadio Yankel Rosenthal, San Pedro Sula |                          |
| 15:00 (UTC-6)       | - Aceituno 4' - Rodas 45+2' - Ramos 58' - Carrasco 85' (pen.) | Reporte   | Job 11' | Árbitro(s): Drew Fischer                 | Árbitro(s): Drew Fischer |

| 25 de junio de 2022 | Estados Unidos                                                         | 5:0 (1:0) | Nicaragua | Estadio Nacional, Tegucigalpa |                            |
| 18:30 (UTC-6)       | - Sullivan 45+2', 65' - Luna 56' (pen.) - Pineda 73' (a.g.) - Neal 87' | Reporte   |           | Árbitro(s): Keylor Herrera    | Árbitro(s): Keylor Herrera |

| 26 de junio de 2022 | Guatemala                                       | 1:1 (0:0, 0:0) (t. s.)(4:3 p.) | Canadá                                               | Estadio Nacional, Tegucigalpa |                              |
| 14:00 (UTC-6)       | Villagrán 120'                                  | Reporte                        | Habibullah 100' (pen.)                               | Árbitro(s): Daneon Parchment  | Árbitro(s): Daneon Parchment |
|                     |                                                 | Tiros desde el punto penal     |                                                      |                               |                              |
|                     | - Santos - Urizar - Franco - Bantes - Villagrán |                                | - Pellegrino - Poku - Ferdinand - Smith - Habibullah |                               |                              |

| 26 de junio de 2022 | Haití     | 1:2 (0:1) | Jamaica                   | Estadio Olímpico Metropolitano, San Pedro Sula |                         |
| 16:00 (UTC-6)       | Jeudy 50' | Reporte   | - Clarke 4' - Ximines 84' | Árbitro(s): Iván Barton                        | Árbitro(s): Iván Barton |

| 26 de junio de 2022 | El Salvador                                              | 4:5 (3:2) | República Dominicana                                                     | Estadio Nacional, Tegucigalpa |                           |
| 18:30 (UTC-6)       | - Gil 9', 37' (pen.) - Arévalo 43' - Esquivel 57' (pen.) | Reporte   | - Boatwright 6' - Gomez 13' - Montes de Oca 47', 60' - Azcona 78' (pen.) | Árbitro(s): Said Martínez     | Árbitro(s): Said Martínez |

| 26 de junio de 2022 | México                                                                               | 6:0 (2:0) | Puerto Rico | Estadio Olímpico Metropolitano, San Pedro Sula |                               |
| 20:30 (UTC-6)       | - Ambriz 24' - Torres 33' - Lozano 49' - Mariscal 53' - Violante 71' - Hernández 79' | Reporte   |             | Árbitro(s): Randy Encarnación                  | Árbitro(s): Randy Encarnación |

### Cuartos de final
| 28 de junio de 2022 | Estados Unidos   | 2:0 (1:0) | Costa Rica | Estadio Francisco Morazán, San Pedro Sula |                           |
| 17:00 (UTC-6) | Aaronson 5', 49' | Reporte   |            | Árbitro(s): Oshane Nation                 | Árbitro(s): Oshane Nation |
| La Concacaf aplicó sanciones deportivas a varios jugadores por indisciplina dentro del campo de juego al finalizar el partido. |                  |           |            |                                           |                           |

| 28 de junio de 2022 | Panamá     | 1:2 (1:1) | Honduras                 | Estadio Francisco Morazán, San Pedro Sula |                         |
| 20:00 (UTC-6)       | Gorday 22' | Reporte   | Aceituno 43', 74' (pen.) | Árbitro(s): Marco Ortiz                   | Árbitro(s): Marco Ortiz |

| 29 de junio de 2022 | República Dominicana | 1:0 (1:0) | Jamaica | Estadio Olímpico Metropolitano, San Pedro Sula |                        |
| 17:00 (UTC-6)       | Montes de Oca 10'    | Reporte   |         | Árbitro(s): Reon Radix                         | Árbitro(s): Reon Radix |

| 29 de junio de 2022 | Guatemala                            | 1:1 (1:1, 1:0) (t. s.)(2:1 p.) | México                                               | Estadio Olímpico Metropolitano, San Pedro Sula |                           |
| 20:00 (UTC-6)       | Ordoñez 39'                          | Reporte                        | Lozano 74'                                           | Árbitro(s): Said Martínez                      | Árbitro(s): Said Martínez |
|                     |                                      | Tiros desde el punto penal     |                                                      |                                                |                           |
|                     | - Gaitán - Cardoza - Santos - Bantes |                                | - Hernández - Violante - Leone - Alcántar - González |                                                |                           |

### Semifinales
| 1 de julio de 2022 | República Dominicana                                   | 2:2 (2:2, 0:2) (t. s.)(4:2 p.) | Guatemala                             | Estadio Francisco Morazán, San Pedro Sula |                              |
| 16:00 (UTC-6)      | - De Peña 62' - Azcona 64'                             | Reporte                        | - Ordoñez 23' - Mañón 29' (a.g.)      | Árbitro(s): Daneon Parchment              | Árbitro(s): Daneon Parchment |
|                    |                                                        | Tiros desde el punto penal     |                                       |                                           |                              |
|                    | - Jungbauer - Montes de Oca - Azcona - De Peña - María |                                | - Gaitán - Cardoza - Franco - Ordoñez |                                           |                              |

| 1 de julio de 2022 | Estados Unidos                                  | 3:0 (3:0) | Honduras | Estadio Francisco Morazán, San Pedro Sula |                         |
| 19:00 (UTC-6)      | - Aaronson 3' - Alvarado Jr. 22' - Sullivan 43' | Reporte   |          | Árbitro(s): Iván Barton                   | Árbitro(s): Iván Barton |

### Final
| 3 de julio de 2022 | Estados Unidos                                                           | 6:0 (3:0) | República Dominicana | Estadio Olímpico Metropolitano, San Pedro Sula |                          |
| 18:00 (UTC-6)      | - Wolff 18' - Aaronson 37', 55' - Allen 39' - McGlynn 53' - Tsakiris 61' | Reporte   |                      | Árbitro(s): Drew Fischer                       | Árbitro(s): Drew Fischer |

|                                    |
| Bandera de Estados Unidos          |
| Campeón Estados Unidos 3.er título |

## Estadísticas

### Tabla general
| Pos. | Equipo                 | Pts. | PJ | PG | PE | PP | GF | GC | Dif. |
| ---- | ---------------------- | ---- | -- | -- | -- | -- | -- | -- | ---- |
| 1    | Estados Unidos         | 19   | 7  | 6  | 1  | 0  | 31 | 2  | +29  |
| 2    | República Dominicana   | 17   | 8  | 5  | 2  | 1  | 20 | 14 | +6   |
| 3    | Honduras               | 15   | 6  | 5  | 0  | 1  | 15 | 5  | +10  |
| 4    | Guatemala              | 9    | 6  | 2  | 3  | 1  | 10 | 11 | -1   |
| 5    | México                 | 11   | 5  | 3  | 2  | 0  | 20 | 1  | +19  |
| 6    | Costa Rica             | 7    | 5  | 2  | 1  | 2  | 8  | 5  | +3   |
| 6    | Panamá                 | 7    | 5  | 2  | 1  | 2  | 8  | 5  | +3   |
| 8    | Jamaica                | 7    | 5  | 2  | 1  | 2  | 5  | 8  | -3   |
| 9    | El Salvador            | 7    | 4  | 2  | 1  | 1  | 13 | 7  | +6   |
| 10   | Cuba                   | 6    | 4  | 2  | 0  | 2  | 7  | 4  | +3   |
| 11   | Canadá                 | 5    | 4  | 1  | 2  | 1  | 7  | 4  | +3   |
| 12   | Haití                  | 5    | 4  | 1  | 2  | 1  | 8  | 6  | +2   |
| 13   | Trinidad y Tobago      | 4    | 4  | 1  | 1  | 2  | 8  | 13 | -5   |
| 14   | Antigua y Barbuda      | 0    | 3  | 0  | 0  | 3  | 0  | 8  | -8   |
| 15   | Aruba                  | 0    | 3  | 0  | 0  | 3  | 2  | 11 | -9   |
| 16   | Surinam                | 0    | 3  | 0  | 0  | 3  | 0  | 14 | -14  |
| 17   | San Cristóbal y Nieves | 0    | 3  | 0  | 0  | 3  | 0  | 20 | -20  |

### Goleadores
| Jugador             | Selección            | Goles |
| ------------------- | -------------------- | ----- |
| Paxten Aaronson     | Estados Unidos       | 7     |
| Quinn Sullivan      | Estados Unidos       | 6     |
| Marco Aceituno      | Honduras             | 6     |
| Esteban Lozano      | México               | 5     |
| Steevenson Jeudy    | Haití                | 5     |
| Arquimides Ordoñez  | Guatemala            | 5     |
| Nathaniel James     | Trinidad y Tobago    | 4     |
| Salvador Mariscal   | México               | 4     |
| Doryan Rodríguez    | Costa Rica           | 4     |
| Jahmari Clarke      | Jamaica              | 3     |
| Ángel Montes de Oca | República Dominicana | 3     |

## Clasificados a laCopa Mundial Sub-20 de 2023
| Bandera de Estados Unidos | Bandera de Honduras | Bandera de la República Dominicana | Bandera de Guatemala |
| Estados Unidos            | Honduras            | República Dominicana               | Guatemala            |

## Clasificados a losJuegos Olímpicos de París 2024
| Bandera de la República Dominicana | Bandera de Estados Unidos |
| República Dominicana               | Estados Unidos            |

## Clasificados a losJuegos Centroamericanos y del Caribe San Salvador 2023
| Bandera de El Salvador | Bandera de México | Bandera de Jamaica | Bandera de la República Dominicana | Bandera de Honduras | Bandera de Guatemala | Bandera de Costa Rica |
| El Salvador Anfitrión  | México            | Jamaica            | República Dominicana               | Honduras            | Guatemala            | Costa Rica            |

## Clasificados a losJuegos Panamericanos Santiago 2023
El torneo también sirvió para definir a cuatro clasificados al Torneo masculino de fútbol en los Juegos Panamericanos de 2023, en donde el campeón y el mejor de cada una de las tres subregiones de Concacaf acceden al certamen continental.
| Bandera de Estados Unidos | Bandera de México | Bandera de la República Dominicana | Bandera de Honduras |
| Estados Unidos Campeón    | México NAFU       | República Dominicana CFU           | Honduras UNCAF      |

## Premios
| Premio        |  | Jugador           | Selección      |
| ------------- |  | ----------------- | -------------- |
| Balón de Oro  |  | Paxten Aaronson   | Estados Unidos |
| Bota de Oro   |  | Paxten Aaronson   | Estados Unidos |
| Guante de Oro |  | Christopher Brady | Estados Unidos |

| Premio                                |  | Selección            |
| ------------------------------------- |  | -------------------- |
| Premio al Juego Limpio de la CONCACAF |  | República Dominicana |

MEJOR XI
| Portero           | Defensores                            | Volantes                                                        | Delanteros                                        |
| ----------------- | ------------------------------------- | --------------------------------------------------------------- | ------------------------------------------------- |
| Christopher Brady | Jalen Neal Aaron Zúñiga Antonio Leone | Edison Azcona Arquimides Ordoñez Paxten Aaronson Quinn Sullivan | Marco Aceituno Esteban Lozano Ángel Montes de Oca |

## Cobertura televisiva
| Región / País   | Cadena (s)                         | Ref              |
| --------------- | ---------------------------------- | ---------------- |
| Canadá          | One Soccer                         | [cita requerida] |
| Estados Unidos  | Paramount+ / CBS Sports (Inglés)   | [cita requerida] |
| Estados Unidos  | TUDN USA / Vix (Español)           | [ 13 ]           |
| México          | TUDN MEX / Zona TUDN en VIX        | [cita requerida] |
| América Latina  | ESPN / Star+                       | [cita requerida] |
| Resto del Mundo | Concacaf.com / Youtube de Concacaf | [cita requerida] |